# Church Hill, Pennsylvania
Church Hill är en ort i Mifflin County i delstaten Pennsylvania, USA.